# Xenotaenia resolanae
Xenotaenia resolanae är en fiskart som beskrevs av Turner, 1946. Xenotaenia resolanae ingår i släktet Xenotaenia och familjen Goodeidae. Inga underarter finns listade i Catalogue of Life.